# Herbiphantes
Herbiphantes är ett släkte av spindlar. Herbiphantes ingår i familjen täckvävarspindlar.
Kladogram enligt Catalogue of Life:
| Herbiphantes | \| \| Herbiphantes cericeus \| \| \| \| \| \| Herbiphantes longiventris \| \| \| \| \| \| Herbiphantes pratensis \| \| \| \| |
|              | \| \| Herbiphantes cericeus \| \| \| \| \| \| Herbiphantes longiventris \| \| \| \| \| \| Herbiphantes pratensis \| \| \| \| |
|              | Herbiphantes cericeus |
|              | |
|              | Herbiphantes longiventris |
|              | |
|              | Herbiphantes pratensis |
|              | |